# Nelson Jesus Perez
Nelson Jesús Perez (Miami, 16 giugno 1961) è un arcivescovo cattolico statunitense, dal 23 gennaio 2020 arcivescovo metropolita di Filadelfia.

## Biografia
Nelson Jesús Perez è nato a Miami, in Florida, il 16 giugno 1961 da David ed Emma Perez ed è fratello di David, oggi defunto, e di Louis Martin. È cresciuto a West New York.

### Formazione e ministero sacerdotale
Nel 1983 ha conseguito il Bachelor of Arts in psicologia presso l'Università Statale di Montclair. Ha insegnato alla scuola elementare del Collegio della Pietà a Porto Rico. Nel 1985 è entrato nel seminario "San Carlo Borromeo" di Filadelfia dove ha conseguito il Master of Arts nel 1988 e il Master of Divinity nel 1989.
Il 20 maggio 1989 è stato ordinato presbitero per l'arcidiocesi di Filadelfia nella basilica cattedrale dei Santi Pietro e Paolo a Filadelfia da monsignor Anthony Joseph Bevilacqua. In seguito è stato vicario parrocchiale della parrocchia di Sant'Ambrogio a Filadelfia dal 1989 al 1993; vice-direttore dell'ufficio arcidiocesano per gli ispanici dal 1990 al 1993; fondatore e primo direttore del Catholic Institute for Evangelization dal 1993 al 2002; parroco della parrocchia di San Guglielmo a Filadelfia dal 2002 al 2009 e parroco della parrocchia di Sant'Agnese a West Chester dal 2009 al 2012. È stato membro del consiglio presbiterale dal 2003 al 2005.
Ha insegnato psicologia e studi religiosi presso la La Salle University di Filadelfia dal 1994 al 2008 e psicologia dello sviluppo al seminario "San Carlo Borromeo" di Filadelfia dall'autunno del 2011.
Nel 1998 è stato nominato cappellano di Sua Santità e il 24 ottobre 2009 è stato promosso a prelato d'onore di Sua Santità.

### Ministero episcopale

Stemma di monsignor Perez come vescovo ausiliare di Rockville Centre.

Stemma di monsignor Perez come vescovo di Cleveland.

L'8 giugno 2012 papa Benedetto XVI lo ha nominato vescovo ausiliare di Rockville Centre e titolare di Catro. Ha ricevuto l'ordinazione episcopale il 25 luglio successivo nella cattedrale di Sant'Agnese a Rockville Centre dal vescovo di Rockville Centre William Francis Murphy, co-consacranti l'arcivescovo metropolita di Filadelfia Charles Joseph Chaput e il vescovo ausiliare di Rockville Centre Paul Henry Walsh. Ha prestato servizio come vicario episcopale del vicariato orientale, supervisionando 66 parrocchie, per il ministero ispanico, supervisionando 54 parrocchie con ministero pastorale rivolto agli ispanici, per i programmi di formazione e i movimenti ecclesiali. Monsignor Perez è stato anche membro del consiglio diocesano per il personale sacerdotale, del consiglio presbiterale, di Catholic Health Services; vicepresidente del consiglio di amministrazione di Catholic Charities e membro dei comitati esecutivo e di governance, membro del consiglio pastorale diocesano, presidente del Comitato di pianificazione diocesana "V Encuentro", presidente del comitato consultivo diocesano per il ministero ispanico e membro dell'ufficio per Faith TV Network.
L'11 luglio 2017 papa Francesco lo ha nominato vescovo di Cleveland. Ha preso possesso della diocesi il 5 settembre successivo con una cerimonia nella cattedrale di San Giovanni Evangelista a Cleveland.
Il 23 gennaio 2020 lo stesso papa Francesco lo ha nominato arcivescovo metropolita di Filadelfia. Ha preso possesso dell'arcidiocesi il 18 febbraio successivo con una cerimonia nella basilica cattedrale dei Santi Pietro e Paolo a Filadelfia.
In seno alla Conferenza dei vescovi cattolici degli Stati Uniti è presidente del comitato permanente per la diversità culturale, membro del comitato amministrativo, membro del comitato per la libertà religiosa e delegato per la Federazione nazionale per il ministero della gioventù cattolica (NFCYM) dal novembre del 2018. In precedenza è stato presidente del sottocomitato per gli affari ispanici, responsabile per il V Encuentro e membro della sottocommissione episcopale per la campagna cattolica per lo sviluppo umano.
Monsignor Perez è coinvolto in numerosi progetti sociali e cristiani in Terra santa. Nel 2015 è stato nominato commendatore con placca dell'Ordine equestre del Santo Sepolcro di Gerusalemme dal cardinale gran maestro Edwin Frederick O'Brien. Il 31 ottobre dello stesso anno è stato investito delle insegne dal cardinale Timothy Dolan, gran priore della luogotenenza degli Stati Uniti orientali, in una cerimonia tenutasi nella cattedrale di San Patrizio a New York.
Dal 10 marzo 2021 è membro della Pontificia commissione per l'America Latina.

## Genealogia episcopale e successione apostolica
La genealogia episcopale è:
- Cardinale Scipione Rebiba
- Cardinale Giulio Antonio Santori
- Cardinale Girolamo Bernerio, O.P.
- Arcivescovo Galeazzo Sanvitale
- Cardinale Ludovico Ludovisi
- Cardinale Luigi Caetani
- Cardinale Ulderico Carpegna
- Cardinale Paluzzo Paluzzi Altieri degli Albertoni
- Cardinale Gaspare Carpegna
- Cardinale Fabrizio Paolucci
- Cardinale Francesco Barberini
- Cardinale Annibale Albani
- Cardinale Federico Marcello Lante Montefeltro della Rovere
- Vescovo Charles Walmesley, O.S.B.
- Arcivescovo John Carroll, S.I.
- Vescovo Benedict Joseph Flaget, P.S.S.
- Arcivescovo Martin John Spalding
- Cardinale James Gibbons
- Vescovo Edward Patrick Allen
- Vescovo Richard Oliver Gerow
- Vescovo Joseph Bernard Brunini
- Cardinale Bernard Francis Law
- Vescovo William Francis Murphy
- Arcivescovo Nelson Jesus Perez

La successione apostolica è:
- Vescovo Larry James Kulick (2021)
- Vescovo Keith James Chylinski (2024)
- Vescovo Christopher Randall Cooke (2024)
- Vescovo Efren Veridiano Esmilla (2024)

## Araldica
| Stemma | Titolare                                     | Descrizione |
|        | Nelson Jesus Perez Arcivescovo di Filadelfia | Partito: al primo d'argento alla pila alzata d'azzurro, alla stella (5) del campo, caricato della fascia di nero attraversante a tre bisanti del campo alla croce di rosso; al secondo, interzato in fascia: al I d'azzurro alla stella (8) d'argento, con il raggio verso la punta allungato, al II di nero, sostenuto e cimato da due filetti d'argento, all'agnello pasquale d'oro recante una palma dello stesso; al III d'azzurro al sole nascente d'oro. Ornamenti esteriori da arcivescovo metropolita. Motto: "Confide et spera". |